# Abraxas nigrolutea
Abraxas nigrolutea är en fjärilsart som beskrevs av Rayner 1907. Abraxas nigrolutea ingår i släktet Abraxas och familjen mätare. Inga underarter finns listade i Catalogue of Life.